# Acanthophis
Acanthophis és un gènere de serps, de la família dels elàpids, extremadament verinoses. Comunament cridades escurçons de la mort tot i que no estan pas relacionades amb els escurçons (vipèrids).
Són natives d'Austràlia, Nova Guinea i d'altres illes properes. Són entre les més verinoses del món. El nom del gènere és format dels mots de l'antic grec ἄκανθα (àcantha) "espina" i ὄφις (óphis) "serp", referint-se a l'espina en la cua de l'escurçó de la mort.

## Taxonomia
El gènere Acanthophis inclou vuit espècies:
- Acanthophis antarcticus (Shaw, 1802)
- Acanthophis cryptamydros Maddock et al., 2015
- Acanthophis hawkei Wells & Wellington, 1985
- Acanthophis laevis Macleay, 1877
- Acanthophis praelongus Ramsay, 1877
- Acanthophis pyrrhus Boulenger, 1898
- Acanthophis rugosus Loveridge, 1948
- Acanthophis wellsei Hoser, 1998